# Pfeiffera asuntapatensis
A Pfeiffera asuntapatensis egy közelmúltban felfedezett epifita kaktusz.

## Jellemzői
Endemikus epifita növény, szára 1,5 m hosszúra nő meg, közepesen elágazó. Szárszegmensei nem determinált növekedésűek, 25–30 mm szélesek, max. 4 mm vastagak, és 400 mm hosszúak. Szélei konvexek, az areolák területei szembetűnők. Areolái 25–40 mm-enként helyezkednek el a hajtások élein, gyapjasan szőrösek, 3 mm magasak és 3–4 mm átmérőjűek, a tövisek fejlettsége a korral növekedik. Az epidermisz finom tapintású, sötétzöld. Virágai magánosak, laterálisak, visszahajlóak, 10–15 mm átmérőjűek (alkoholban tartósítva 14–19 mm), 7–10 mm hosszúak. Pericarpium 20–30 mm hosszú, 3-5 élű, gyakran kis szőrös areolákat hordoz, narancsszínű, a legkülső szirmok 5–15 mm hosszúak, narancssárgák, a külső szirmok elliptikusak, 5–20 mm hosszúak, narancssárgák (ex situ Santa Cruz: vörösek), a belső szirmok 8–10 mm hosszúak, narancssárgák, vagy vörösek (Santa Cruz). Porzói száma 35-50, a filamentumok hossza (3)-5 mm, színük narancssárga. A portokok krémszínűek. A bibe 50 mm hosszú, csúcsán 4 lobusos, fehér. Virágzása: Bolívia: november-december, Németország: február. Termése még nem ismert. Veszélyeztetettségi státusza nem ismert.

## Elterjedése
Bolívia: La Paz körzet, Saavedra, a Charazani és Apollo közötti út mellett, 1300–1500 m között Pauji-Yuyo-nál, humid hegyi esőerdő. 15°02'30"S, 68°29'W. Gyűjteményben: Krahn-gyűjtemény, Göttingen. (Jelenleg csak a gyűjtés helyéről ismert.)

## Rokonsági viszonyai
Az Acanthorhipsalis subgenus tagja. Karaktereiben hasonlít a Pfeiffera boliviana fajra, rokonsági viszonyuk még vizsgálatokra szorul.